# Tynecastle Park

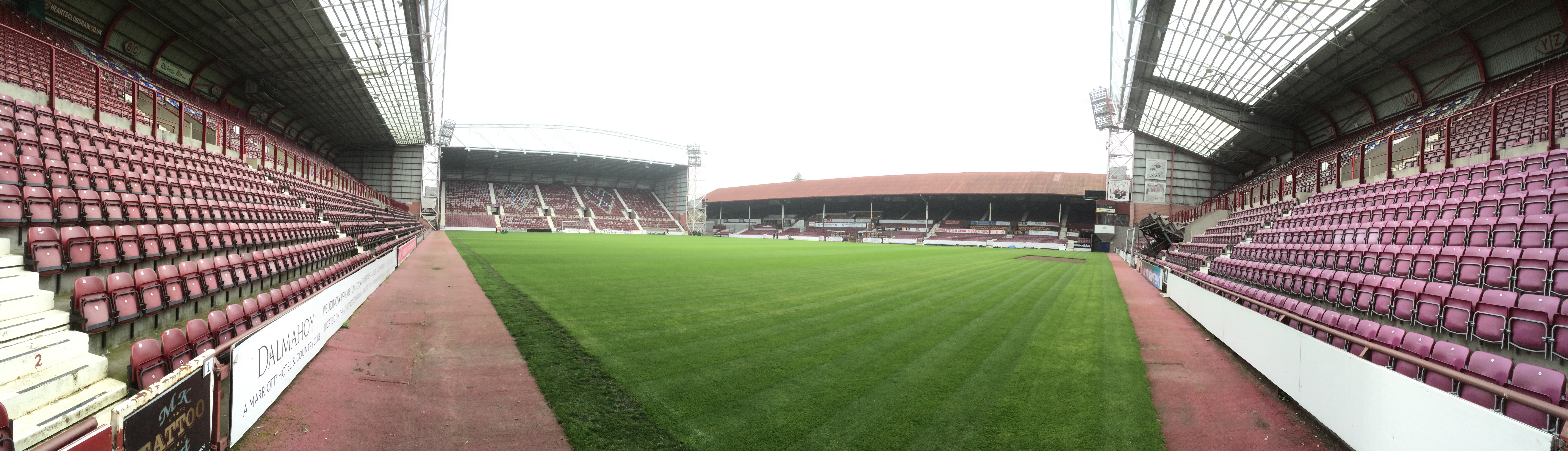
Imagen panorámica del estadio.

El Tynecastle Park es un estadio de fútbol ubicado en la ciudad de Edimburgo, Escocia, y es sede del Heart of Midlothian de la Premier League. El Tynecastle tiene un aforo de 17 420 espectadores, lo que lo convierte en el séptimo estadio de fútbol más grande en Escocia. En las temporadas 2007-08 y 2008-09, Tynecastle fue votado como el mejor ambiente en la primera división de Escocia en una encuesta a los aficionados de Clydesdale Bank Premier League. El Hearts jugó por primera vez en el actual sitio de Tynecastle en 1886. En 2017 el estadio sufrió una ampliación en una de sus tribuna por lo que la capacidad se verá aumentada hasta los 20 099 espectadores.